# Kanton Hénin-Beaumont-1
 Hénin-Beaumont-1 is een kanton van het Franse departement Pas-de-Calais. Het kanton maakt deel uit van het arrondissement  Lens.
Het kanton Hénin-Beaumont-1 werd gevormd ingevolge het decreet van 24 februari 2014 met uitwerking op 22 maart 2015 met Hénin-Beaumont als hoofdplaats.

## Gemeenten
Het kanton omvat volgende gemeenten:
- Hénin-Beaumont – deels
- Dourges
- Montigny-en-Gohelle
- Oignies